# Americas Tower
L'Americas Tower, també conegut amb el nom de 1177 Avenue of the Americas, és un gratacel de 211 metres del carrer 45 de Manhattan a New York.
La construcció de l'edifici va començar el 1989 i es va acabar el 1991. La construcció va ser pertorbada per problemes judicials.
La torre és una barreja d'arquitectura inspirada de l'art postmodern i de l'art déco. La torre ha estat venuda el 2002 per 50 milions de dòlars a un grup d'inversionistes germano-americans.